# 郭昕
郭昕（?—808年），華州鄭縣（今陝西渭南市华州区）人，唐朝将领。为郭子仪之侄，郭幼明之子。曾巡察河西、安西等地，担任安西四镇留后，逐渐主政安西。后唐德宗册封为安西四镇节度观察使，兴元元年(784年)晋升安西四镇节度使外加左仆射虚衔。唐宪宗元和三年（808年）安西陷落，郭昕下落不明。

## 生平经历

### 渐入安西
郭昕幼年不详，至安史之乱后安西、北庭及河西、陇右驻军大部内调平叛，吐蕃趁虚而入，曾占领长安，后向西进军，攻占陇右诸州。郭昕于唐肃宗末年被委任安西都护兼任四镇节度使留后；也有说法认为郭昕在郭子仪倡议下，巡抚河西等地，并任西疆守吏直至永泰元年（765年），陇右诸州沦陷，郭昕无法返回，便在西域逐渐升至四镇留后，仕于安西尔朱都护帐下。

### 主政安西
陇右诸州沦陷后，朝廷与安西隔绝，郭昕等人多次派使节杳无音讯。永泰二年，甘州及州境居延海失陷，吐蕃边境已达回纥。吐蕃攻势不断，大历元年至大历十一年（766~776年）肃州、瓜州相继失陷，沙州被围。伊西、北庭节度使杨休明在沙州阵亡。阎朝杀欲弃城东归的河西节度使周鼎，继续率州人抵抗。德宗立，欲与吐蕃和解，进行和平谈判，引起将士不满。建中二年（781年）沙州守军弹尽粮绝，阎朝以“勿徙他境”为前提投降，安西、北庭形势危急。郭昕等人派使节借道回鹘抵达京城，皇帝对将士大加嘉奖，郭昕所领官衔全面晋级，成为安西四镇节度使观察使、安西大都护，赐爵武威郡王，开始替尔朱都护正式主政安西。

### 抵抗吐蕃
德宗一直对和平谈判抱有幻想，建中四年(783年)正月，唐陇右节度使张镒与吐蕃尚结赞等盟于清水西，即清水之盟。后泾原兵变，德宗欲借兵吐蕃并不理想，加上李泌等大多朝臣、大将的反对，德宗大力嘉奖郭昕等人守土之功，而隐瞒了曾经颁布的召李元忠、郭听还国并割让二庭的诏书，郭昕被册封为安西四镇节度使。在西域郭昕奉行结盟回鹘共抗吐蕃政策，减轻唐军军事压力。并在回鹘帮助下一面抵抗吐蕃，一面发动军民屯田，自行补给资源，还在当地自铸货币例如大历元宝、建中通宝等来发展经济，使之一度出现了边疆安谧的景象。

### 下落不明
贞元二年（786年）起，随着沙州，伊州，北庭，西州等重镇的逐渐沦陷，郭昕已很难完整地统辖安西四镇。特别是北庭的沦陷，使郭昕与唐廷联络的唯一通道被阻断。虽然在回鹘的帮助下郭昕指挥残余力量曾一度收复北庭等安西重镇，但唐朝势力已逐渐退出安西，城镇的反复易手也给百姓带来深重灾难。最终在元和三年(808年)，安西(龟兹)尽数陷于吐蕃，郭昕亦下落不明，应为最后一位牺牲的唐朝西疆大员。

## 相关影视
| 影视类型 | 片名                       | 年份 |
| -------- | -------------------------- | ---- |
| 微电影   | 《大唐漠北的最后一次转账》 | 2019 |
| 纪录片   | 《龟兹·龟兹》第7部         | 2012 |

## 相关游戏
| 游戏类型 | 游戏名称       | 游戏公司 | 年份 |
| -------- | -------------- | -------- | ---- |
| 网络游戏 | 《燕云十六声》 | 网易     | 2024 |

## 相关阅读
- 安西大都护府
- 安西节度使
- 唐朝与吐蕃的战争